# Іловачак
Іловачак (хорв. Ilovačak) — населений пункт у Хорватії, у Сисацько-Мославинській жупанії у складі міста Глина.

## Населення
Населення за даними перепису 2011 року становило 93 осіб.
Динаміка чисельності населення поселення:

## Клімат
Середня річна температура становить 10,59 °C, середня максимальна – 25,07 °C, а середня мінімальна – -6,24 °C. Середня річна кількість опадів – 1008 мм.
| Клімат поселення                              | Клімат поселення | Клімат поселення | Клімат поселення | Клімат поселення | Клімат поселення | Клімат поселення | Клімат поселення | Клімат поселення | Клімат поселення | Клімат поселення | Клімат поселення | Клімат поселення | Клімат поселення |
| Показник                                      | Січ.             | Лют.             | Бер.             | Квіт.            | Трав.            | Черв.            | Лип.             | Серп.            | Вер.             | Жовт.            | Лист.            | Груд.            |                  |
| Середній максимум, °C                         | 6,73             | 8,61             | 13,11            | 17,46            | 21,91            | 25,07            | 24,46            | 23,81            | 20,20            | 15,18            | 9,26             | 5,24             |                  |
| Середня температура, °C                       | 0,23             | 2,13             | 6,63             | 10,98            | 15,43            | 18,58            | 20,27            | 19,64            | 16,03            | 11,02            | 5,08             | 1,06             |                  |
| Середній мінімум, °C                          | −6,24            | −4,34            | 0,14             | 4,50             | 8,94             | 12,12            | 16,09            | 15,45            | 11,84            | 6,83             | 0,91             | −3,12            |                  |
| Норма опадів, мм                              | 61               | 59               | 70               | 80               | 85               | 97               | 90               | 93               | 95               | 98               | 102              | 78               |                  |
| Середньомісячна швидкість вітру, м/с          | 1.62             | 1.79             | 2.20             | 2.10             | 1.90             | 1.77             | 1.70             | 1.59             | 1.53             | 1.60             | 1.69             | 1.69             |                  |
| Середньомісячна сонячна радіація, кДж/м²·день | 4255             | 6948             | 10545            | 15067            | 19275            | 21235            | 22419            | 19332            | 14234            | 8858             | 4686             | 3409             |                  |
| --------------------------------------------- | ---------------- | ---------------- | ---------------- | ---------------- | ---------------- | ---------------- | ---------------- | ---------------- | ---------------- | ---------------- | ---------------- | ---------------- | ---------------- |
| Джерело:                                      |                  |                  |                  |                  |                  |                  |                  |                  |                  |                  |                  |                  |                  |